# Championnats du monde de cyclisme sur route 2024
Navigation
Glasgow 2023 Kigali 2025
Les championnats du monde de cyclisme sur route 2024, quatre-vingt-onzième édition des championnats du monde de cyclisme sur route, auront lieu du 21 au 29 septembre 2024 à Zurich, en Suisse. La Suisse accueille pour la onzième fois les championnats du monde sur route, quinze ans après Mendrisio en 2009 et il s'agit du quatrième mondial disputé à Zurich, après 1923, 1929 et 1946.
Les mondiaux sur route sont organisés conjointement aux championnats du monde de paracyclisme sur route 2024.
Le 26 septembre 2024, lors de la course en ligne féminine des juniors, Muriel Furrer est victime d'une grave chute lui causant un traumatisme crânien. Elle succombe à ses blessures le lendemain de son accident à l'âge de 18 ans.

## Accident mortel

### Accident lors de la course en ligne féminine des juniors
Le 26 septembre 2024 dans une forêt au-dessus de Küsnacht, lors de la course en ligne féminine des juniors, Muriel Furrer est victime d'une grave chute sur la chaussée détrempée par de fortes pluies. Affectée d'un traumatisme crânien, elle est héliportée à l'hôpital universitaire de Zurich pour être opérée. Elle succombera à ses blessures, le lendemain de son accident, à l'âge de 18 ans.

### Polémique
Selon le journal suisse Blick, Muriel Furrer est restée après sa chute longtemps inaperçue dans les sous-bois, alors que la course continuait. Elle n'aurait été secourue que plus d'une heure après son accident,. Ce laps de temps est confirmé par les premières conclusions de l'enquête : victime d'un traumatisme crânien, la jeune cycliste « est probablement restée inerte près de deux heures avant sa prise en charge », sa disparition n'ayant été signalée qu'après l'arrivée de Cat Ferguson,.
Dix jours après l'accident, Adam Hansen, président des Cyclistes professionnels associés, dénonce « une erreur dans le suivi des coureurs » aux championnats du monde à Zurich : « Je ne peux même pas imaginer ce qu'elle a dû endurer. C'est navrant et c'est surtout inexcusable ».
Le directeur du tour de Suisse, Olivier Senn, demande à l'UCI que des mesures soient prises pour améliorer le suivi des coureurs en course. Il s'appuie notamment sur les tragiques accidents de Muriel Furrer, Gino Mäder et André Drege. La famille de Muriel Furrer s'exprime également dans ce sens au mois de décembre 2024,. Olivier Senn s'exprime quelques semaines plus tard, pour présenter son souhait de mettre en place un système de traçage innovant lors d'un prochain tour de Suisse.
Début 2025, Grace Brown, qui a gagné deux titres à Zurich (contre la montre individuel et en relais mixte) et a arrêté sa carrière à la fin de la saison, est revenue sur les championnats du monde et l'accident de Muriel Furrer. Elle suggère de son côté d'équiper les casques d'un dispositif de détection des chocs qui déclencherait une alarme en cas d'accident.

### Hommages

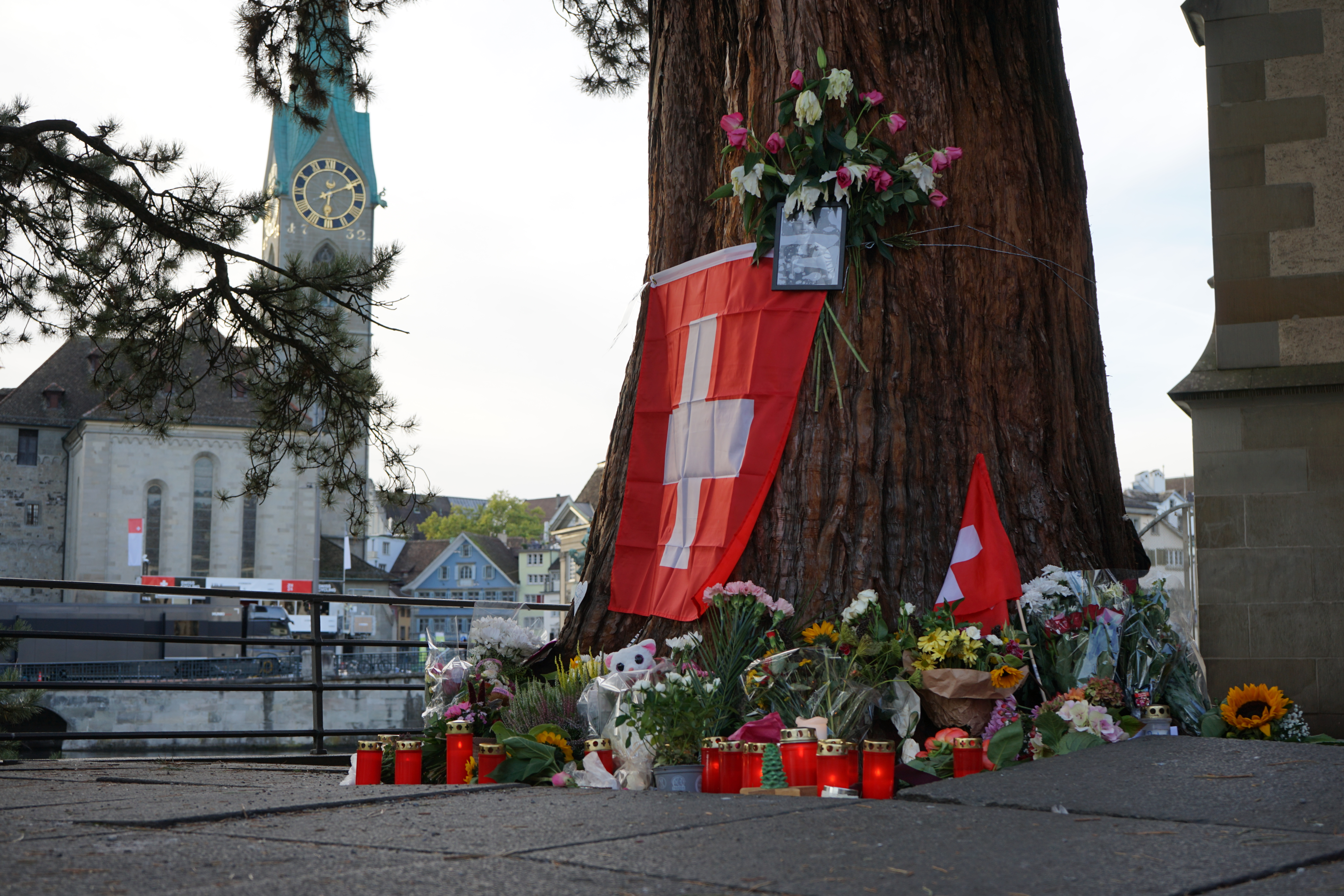
Le mémorial à Zurich fin septembre 2024

À la suite de l'annonce du décès de Muriel Furrer, un mémorial provisoire est installé au bord de la Limmat près de l'embouchure avec le lac de Zurich, non loin de la ligne d'arrivée de la course et du clocher de l'église de Frauenmünster. Il est constitué de fleurs, de bougies, d'objets lui rendant hommage ainsi que de son portrait et de drapeaux suisses,.
Deux autres mémoriaux lui sont également dédiés, dans son village natal de Egg ainsi que sur le lieu présumé de l'accident dans la forêt en-dessus de Küsnacht. Ce dernier est constitué de fleurs, de bougies, de boules de Noël ainsi que de photos de Muriel accrochées sur différents arbres.

## Parcours

### Course en ligne

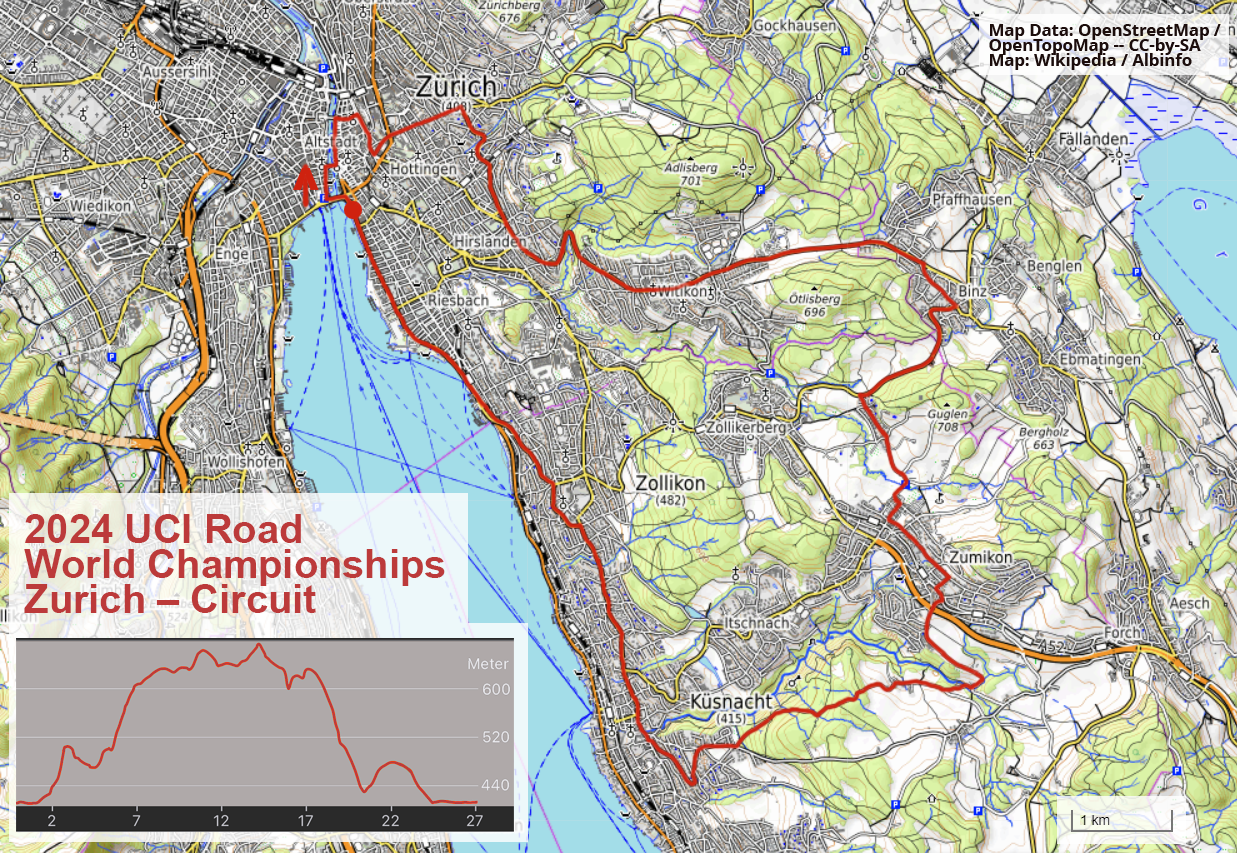
Carte du circuit final.

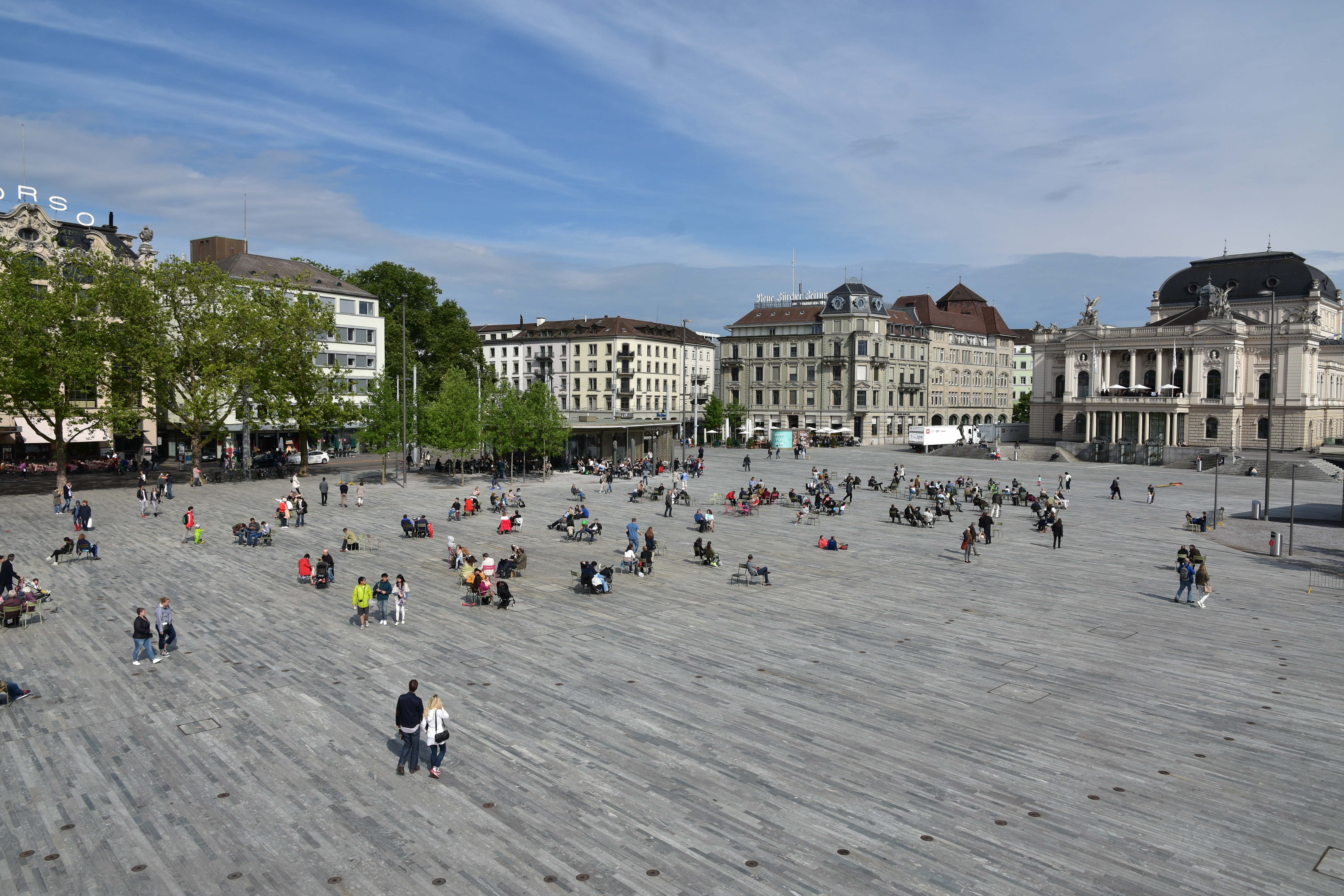
La Sechseläutenplatz au centre-ville de Zurich sert d'arrivée.

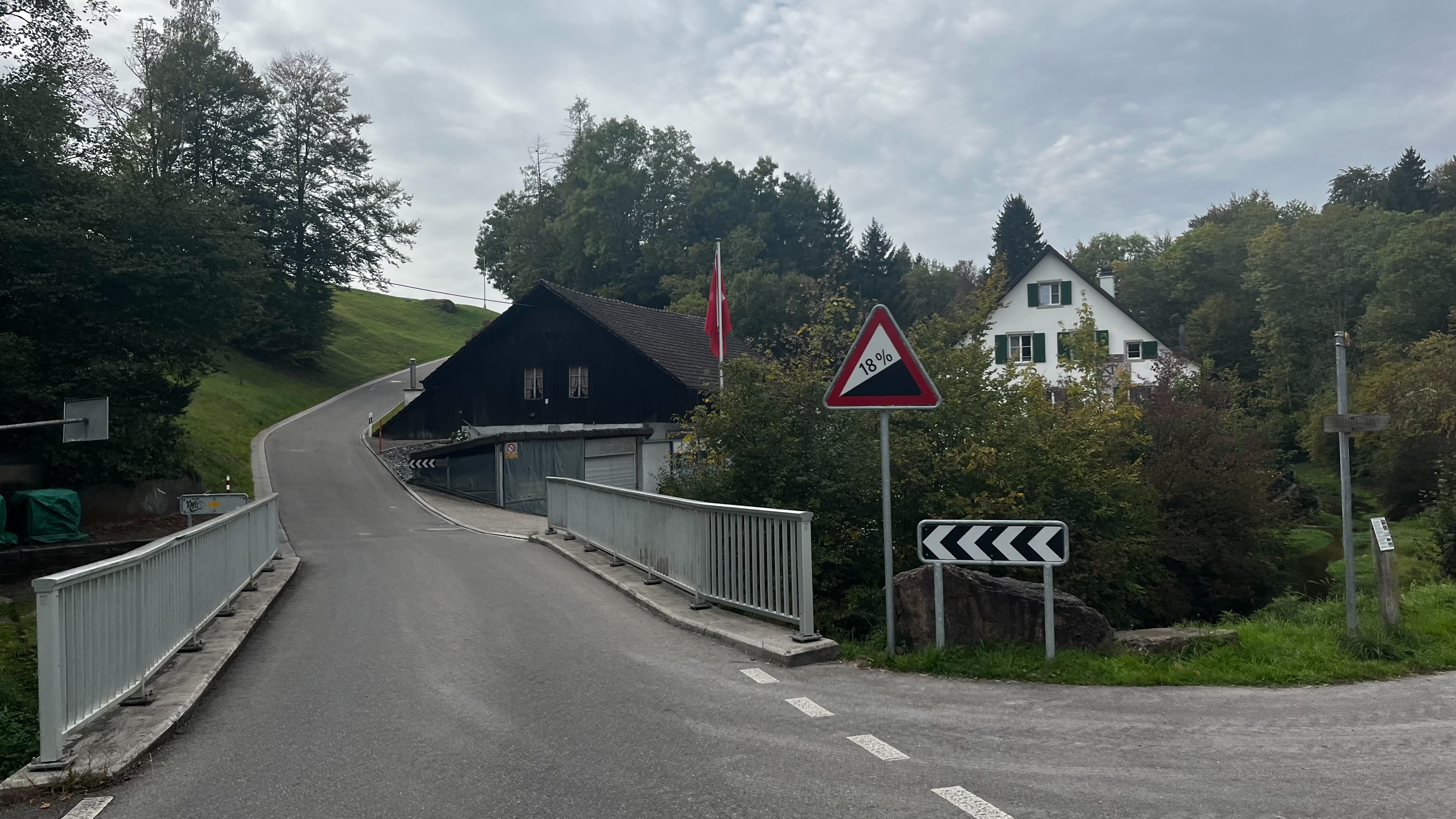
Courte montée raide jusqu'au Tobelmüli.

La course élite masculine commence à Winterthour dans le canton de Zurich. Après une boucle à travers la région viticole (environ 40 kilomètres et 400 mètres de dénivelé), il y a un transfert à Zurich avec une montée très raide jusqu'à Kyburg (moyenne de 12% avec un maximum à 16% de pente) et une montée depuis Maur. Les coureurs rentrent ensuite sur le circuit local. Le départ des courses en ligne de toutes les autres catégories a lieu à Uster et ces parcours rejoignent aussi le circuit local.
Le circuit local où sont tracés la partie finale des courses en ligne est d'une longueur de 26,850 km et d'un dénivelé de 409 mètres. Ce circuit vallonné comporte plusieurs montées comme, après 2 kilomètres, la Zürichbergstrasse, une côte de 800 mètres à une moyenne de 8,6 % se terminant par un court passage à 15,9 %. La côte suivante est la Witikonerstrasse, une côte de 1 kilomètre à une moyenne de 8 %. La fin de ce circuit est plus plate hormis la courte montée de Zumikon (800 mètres à 3.6 %) et longe le lac de Zurich avant de rentrer en ville.

### Contre-la-montre
Partant d'Oerlikon, un quartier nord de la ville de Zurich, le parcours s'oriente globalement vers le sud-est et les rives du lac de Greifen par un tracé relativement plat pendant les 22 premiers kilomètres. Par la suite, les coureurs entament la montée de 2 kilomètres du Pfannenstiel, une pente moyenne autour des 6 %. Après la descente vers le lac de Zurich, le parcours longe ce lac vers le nord-ouest par une douzaine de kilomètres plats pour rejoindre Zurich. Les coureurs parcourent 46,1 km pour un dénivelé positif de 413 mètres.
Les contre-la-montre féminin et des catégories espoirs (moins de 23 ans) commencent à Gossau et bifurquent sur le parcours élite de Mönchaltorf. Les contre-la-montre juniors commencent sur la Sechseläutenplatz et longent le lac jusqu'à Feldmeilen ou Erlenbach et vice-versa.
Le relais mixte se déroule sur le circuit de la course en ligne, qui est parcouru une fois par des hommes et une autre fois par des femmes.

## Programme
- Heure locale — UTC+02:00[20]

| Date                                      | Horaires | Horaires | Événement                           | Ville départ | Ville arrivée | Distance | Tours |
| ----------------------------------------- | -------- | -------- | ----------------------------------- | ------------ | ------------- | -------- | ----- |
| Contre-la-montre individuel               |          |          |                                     |              |               |          |       |
| 22 septembre                              | 12:00    | 14:15    | Élite femmes Moins de 23 ans femmes | Gossau       | Zurich        | 29,9 km  | n/a   |
| 22 septembre                              | 14:45    | 17:30    | Élite hommes                        | Oerlikon     | Zurich        | 46,1 km  | n/a   |
| 23 septembre                              | 09:15    | 11:30    | Junior hommes                       | Zurich       | Zurich        | 24,9 km  | n/a   |
| 23 septembre                              | 14:45    | 17:30    | Moins de 23 ans hommes              | Gossau       | Zurich        | 29,9 km  | n/a   |
| 24 septembre                              | 08:30    | 10:30    | Junior femmes                       | Zurich       | Zurich        | 18,8 km  | n/a   |
| Contre-la-montre par équipes relais mixte |          |          |                                     |              |               |          |       |
| 25 septembre                              | 14:00    | 17:30    | Relais mixte                        | Zurich       | Zurich        | 53,7 km  | 2     |
| Course en ligne                           |          |          |                                     |              |               |          |       |
| 26 septembre                              | 10:00    | 12:00    | Junior femmes                       | Uster        | Zurich        | 73,6 km  | 1     |
| 26 septembre                              | 14:15    | 17:15    | Junior hommes                       | Uster        | Zurich        | 127,2 km | 3     |
| 27 septembre                              | 12:45    | 16:45    | Moins de 23 ans hommes              | Uster        | Zurich        | 173,6 km | 4     |
| 28 septembre                              | 12:45    | 16:45    | Élite femmes Moins de 23 ans femmes | Uster        | Zurich        | 154,1 km | 4     |
| 29 septembre                              | 10:30    | 17:00    | Élite hommes                        | Winterthour  | Zurich        | 273,9 km | 7     |

## Podiums

### Épreuves masculines
| Épreuves                             | Or              | Or | Or              | Argent             | Argent | Argent    | Bronze                | Bronze | Bronze    |
| ------------------------------------ | --------------- | -- | --------------- | ------------------ | ------ | --------- | --------------------- | ------ | --------- |
| Élites                               |                 |    |                 |                    |        |           |                       |        |           |
| Course en ligne Résultats détaillés  | Tadej Pogačar   | en | 6 h 27 min 30 s | Ben O'Connor       | +      | 34 s      | Mathieu van der Poel  | +      | 58 s      |
| Contre-la-montre Résultats détaillés | Remco Evenepoel | en | 53 min 1 s      | Filippo Ganna      | +      | 6 s       | Edoardo Affini        | +      | 54 s      |
| Moins de 23 ans                      |                 |    |                 |                    |        |           |                       |        |           |
| Course en ligne Résultats détaillés  | Niklas Behrens  | en | 3 h 57 min 24 s | Martin Svrček      | +      | 0 s       | Alec Segaert          | +      | 28 s      |
| Contre-la-montre Résultats détaillés | Iván Romeo      | en | 36 min 42 s     | Jakob Söderqvist   | +      | 32 s      | Jan Christen          | +      | 40 s      |
| Juniors                              |                 |    |                 |                    |        |           |                       |        |           |
| Course en ligne Résultats détaillés  | Lorenzo Finn    | en | 2 h 57 min 5 s  | Sebastian Grindley | +      | 2 min 5 s | Senna Remijn          | +      | 3 min 6 s |
| Contre-la-montre Résultats détaillés | Paul Seixas     | en | 28 min 8 s      | Jasper Schoofs     | +      | 6 s       | Matisse Van Kerckhove | +      | 7 s       |

### Épreuves féminines
| Épreuves                             | Or                  | Or | Or              | Argent              | Argent | Argent     | Bronze               | Bronze | Bronze     |
| ------------------------------------ | ------------------- | -- | --------------- | ------------------- | ------ | ---------- | -------------------- | ------ | ---------- |
| Élites                               |                     |    |                 |                     |        |            |                      |        |            |
| Course en ligne Résultats détaillés  | Lotte Kopecky       | en | 4 h 5 min 26 s  | Chloé Dygert        | +      | 0 s        | Elisa Longo Borghini | +      | 0 s        |
| Contre-la-montre Résultats détaillés | Grace Brown         | en | 39 min 16 s     | Demi Vollering      | +      | 17 s       | Chloé Dygert         | +      | 56 s       |
| Moins de 23 ans                      |                     |    |                 |                     |        |            |                      |        |            |
| Course en ligne Résultats détaillés  | Puck Pieterse       | en | 4 h 8 min 26 s  | Neve Bradbury       | +      | 0 s        | Antonia Niedermaier  | +      | 0 s        |
| Contre-la-montre Résultats détaillés | Antonia Niedermaier | en | 40 min 21 s     | Jasmin Liechti      | +      | 2 min 11 s | Julie De Wilde       | +      | 2 min 16 s |
| Juniors                              |                     |    |                 |                     |        |            |                      |        |            |
| Course en ligne Résultats détaillés  | Cat Ferguson        | en | 1 h 54 min 48 s | Paula Ostiz         | +      | 0 s        | Viktória Chladoňová  | +      | 0 s        |
| Contre-la-montre Résultats détaillés | Cat Ferguson        | en | 23 min 49 s     | Viktória Chladoňová | +      | 34 s       | Imogen Wolff         | +      | 36 s       |

### Épreuve mixte
| Épreuves                                                         | Or | Or                 | Argent | Argent | Bronze | Bronze |
| ---------------------------------------------------------------- | --- | ------------------ | --- | ------ | --- | ------ |
| Contre-la-montre par équipes en relais mixte Résultats détaillés | Australie- Ben O'Connor - Michael Matthews - Jay Vine - Grace Brown - Brodie Chapman - Ruby Roseman-Gannon | en 1 h 12 min 52 s | Allemagne- Marco Brenner - Miguel Heidemann - Maximilian Schachmann - Franziska Koch - Liane Lippert - Antonia Niedermaier | + 1 s  | Italie- Edoardo Affini - Mattia Cattaneo - Filippo Ganna - Elisa Longo Borghini - Soraya Paladin - Gaia Realini | + 8 s  |

## Tableau des médailles
| Rang  | Nation          | Or | Argent | Bronze | Total |
| ----- | --------------- | -- | ------ | ------ | ----- |
| 1     | Australie       | 2  | 2      | 0      | 4     |
| 2     | Belgique        | 2  | 1      | 3      | 6     |
| 3     | Grande-Bretagne | 2  | 1      | 1      | 4     |
| 3     | Allemagne       | 2  | 1      | 1      | 4     |
| 5     | Italie          | 1  | 1      | 3      | 5     |
| 6     | Pays-Bas        | 1  | 1      | 2      | 4     |
| 7     | Espagne         | 1  | 1      | 0      | 2     |
| 8     | France          | 1  | 0      | 0      | 1     |
| 8     | Slovénie        | 1  | 0      | 0      | 1     |
| 10    | Slovaquie       | 0  | 2      | 1      | 3     |
| 11    | Suisse          | 0  | 1      | 1      | 2     |
| 11    | États-Unis      | 0  | 1      | 1      | 2     |
| 13    | Suède           | 0  | 1      | 0      | 1     |
| Total | Total           | 13 | 13     | 13     | 39    |